# Carsten Wolf
Carsten Wolf (nascido em 26 de agosto de 1964) é um ex-ciclista alemão que competiu no ciclismo nos Jogos Olímpicos de Verão de 1988 em Seul, onde ganhou a medalha de prata na perseguição por equipes de 4 km em pista.